# Serixia elongatula
Serixia elongatula är en skalbaggsart som beskrevs av Stefan von Breuning 1950. Serixia elongatula ingår i släktet Serixia och familjen långhorningar.
Artens utbredningsområde är Sarawak. Inga underarter finns listade i Catalogue of Life.